# Esperimento di Afshar

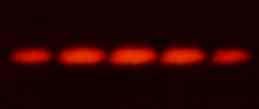
Figura di interferenza da luce laser.

L'esperimento di Afshar, dal nome del fisico iraniano-statunitense Shahriar Afshar, è una rielaborazione dell'esperimento della doppia fenditura che si propone di dimostrare la violabilità del principio di complementarità della meccanica quantistica.
.

## Descrizione
Afshar ha utilizzato come sorgente coerente un fascio di luce laser e, come apparato atto a determinare da quale fenditura la particella passi, una lente convergente. I fasci di luce in coerenza di fase (come quelli prodotti da un laser) possono produrre facilmente fenomeni di interferenza. La lente convergente ha permesso di determinare da quale delle due fenditure la particella sia effettivamente passata. Nel medesimo esperimento, quindi, è stato possibile distinguere perfettamente sia le righe di interferenza, sia il percorso dei fotoni attraverso le due fenditure. L'esperimento è stato condotto in modo tale da non perturbare, data la lunghezza d'onda ({\displaystyle \,\lambda ={\,\,v \over \nu }={c \over \nu }={h \over p}={h \over m\,v}} ), la frequenza lineare ( {\displaystyle \nu ={\,\,v \over \lambda }={c \over \lambda }={E \over h}} ),  la velocità o frequenza angolare o pulsazione ( {\displaystyle \,\omega =2\pi \nu ={2\pi c \over \lambda }={E \over \hbar }} ), la velocità di fase ( {\displaystyle \,\,v_{f}={E \over p}=c} ), la  velocità di propagazione nello spazio ( {\displaystyle \,\,v={p \over m}=c} ) e la quantità di moto o impulso ( {\displaystyle \ p={E \over c}} ), nella manifestazione ondulatoria ( {\displaystyle p={\frac {h}{\lambda }}={h\nu  \over c}} ) e corpuscolare ( {\displaystyle p=m\,v=mc} ), dei fotoni con massa dinamica ( {\displaystyle m={h\nu  \over c^{2}}} ). 
La comunità scientifica è d'accordo sul fatto che non vi sia tale violazione, ma è in disaccordo sui motivi..